# تليليت
تليليت هي جماعة قروية تابعة لقبيلة آيت أوليشك الريفية الأمازيغية بإقليم الدريوش وتتموقع في غرب هذا الإقليم في شمال المغرب. تحد شمالا بالبحر الأبيض المتوسط، وشرقا بالجماعات التالية: جماعة تازاغين التابعة لقبيلة آيت سعيد وجماعة أمهاجر وجماعة بن الطيب التابعتين أيضا مثلها لقبيلة آيت أوليشك، أما جنوبا فتحد بجماعة تمسمان ومن الغرب تحد بجماعة جماعة بني مرغنين وكلاهما تابعتين لقبيلة تمسمان. يبلغ عدد سكان الجماعة حوالي 6161 نسمة حسب إحصاء سنة 2004.

## التقسيم الإداري
من بين القرى والدواوير المكونة لجماعة تاليليت نجد:
- أنوال
- افخاراً
- إغارضمن
- تاليوين
- آيت طاهر
- بوسمايو
- دار أعراب
- إهرمازن
- إلفقيهن
- تاربعات